# Drino inconspicua
Drino inconspicua là một loài ruồi trong họ Tachinidae.